# Tinc ganes de tu
Tinc ganes de tu (castellà: Tengo ganas de ti) es una pel·lícula de 2012 dirigida per Fernando González Molina i protagonitzada per Mario Casas. La secuela de Tres metros sobre el cielo (2010), basada en la novel·la homònima de Federico Moccia.

## Argument
Hache (Mario Casas) torna des de Londres a Barcelona, on ha passat dos anys. Hac no ha pogut deixar enrere el seu passat: ni a Pollo, ni a la seva família, ni a Babi. Una de les primeres persones amb les quals es retroba és amb Katina (Marina Salas), l'antiga xicota de Pollo. Segons sembla, ella tampoc ha pogut superar la seva mort.
Mentre marxava amb la seva moto, Hache coneix a Ginebra, més coneguda com a «Gin» (Clara Lago), una noia que des d'un principi s'observa que posseeix una personalitat semblant a la seva. Hache i Gin es compenetren junts molt bé i es percep que Hache se sent atret per la personalitat atrevida i desafiadora de Gin, però no pot oblidar-se de Babi; durant un «retrobament» seu amb el seu difunt amic Pollo (Álvaro Cervantes) li confessa que res és per a ell el que solia ser-ho, la qual cosa aquest creu que és perquè ha madurat. Per part seva, Babi (María Valverde) ha adquirit una vida estable i la seva major preocupació continua sent la seva germana Daniela (Nerea Camacho), que surt de festa de forma desenfrenada; això culmina en una trobada sexual després de consumir drogues durant una de les seves escapades nocturnes, i queda embarassada.
Hache, per consell del seu pare, comença a treballar com a ajudant de producció en un talent show. Allí es torna a retrobar amb Gin, qui li convida a la seva casa, on coneix al seu germà Luque (Ferran Vilajosana). Hache i Gin comencen a acudir al mateix gimnàs i a sortir junts de bars i restaurants, culminant finalment la seva relació. No obstant això, Gin s'adona que Hache encara no ha pogut oblidar-se de la seva exxicota; simbolitzant que ara ella és el seu present, Hache li permet conduir la seva moto, la primera persona a part d'ell que ho fa.
Un cert dia, Hache descobreix que la moto de Pollo està en possessió de «Serpiente» (Antonio Velázquez), un subjecte amb el qual Pollo tenia deutes. Per a calmar els ànims, Gin porta a Hache, Katina i Luque al terrat del seu pis, on els ensenya el mural que ha realitzat del carnestoltes de Notting Hill. Hache els narra la història del seu difunt amic Pollo i de com va morir; Gin afirma que per a acomiadar-se d'ell han de redactar una carta i, tot seguit, cremar-la, d'aquesta forma podran dir-li tot allò que els va quedar pendent. Katina fa un gest de llançar-se pel terrat, però en realitat crema una nota dedicada a Pollo, comprometent-se a passar pàgina.
Es produeix l'estrena del programa d'Hache, però en aquest moment, rep una trucada de Katina demanant que es vegin. Hache arriba a una festa on es produeix el seu retrobament amb Babi: tot va resultar ser un parany tendit per Katina a petició de Babi. Després de conversar junts, Babi decideix portar-lo a un lloc especial per a ells: la platja on van estar junts per primera vegada. Allí acaben ficant-se al llit, just en el mateix moment en el qual Gin actua en el programa de televisió. Hache reconeix que pensava que podrien tornar a estar junts com abans, però s'adona que això mai podrà succeir; per part seva, Babi confessa que es casarà en un mes. Tots dos s'acomiaden entre llàgrimes, sent conscients que no existeix un futur per a ells.
Després d'acabar l'actuació, Gin és violada als camerinos per dos productors del programa. Després de tornar de la seva trobada amb Babi, Hache aconsegueix rescatar a Gin dels seus assaltants. La policia arriba mentre Hache marxa a acabar la seva picabaralla pendent amb Serpiente, seguit per Katina. Hache i Serpiente corren amb la moto de Pollo en joc, mentre Gin arriba al terrat i, plena de ràbia, destrossa el mural. Just quan semblava que Hache anava a guanyar, frena abans d'arribar a la meta; assumint l'esdevingut, tots dos intercanvien les seves motocicletes. Hache, amb Pollo al seient posterior, condueixen a tota velocitat rumb al port, caient els dos amb la moto aa mar. Després de sortir, Hache es retroba amb Katina, qui confessa que va acceptar la idea que es trobés amb Babi pel fet que tots dos necessitaven tancar el seu cicle.
Hache redacta una carta per a declarar-li els seus sentiments a Gin. En ella li demana perdó pel seu comportament i per aferrar-se al passat, al mateix temps que acudeix a acomiadar-se de la seva mare, a qui antany odiava, perquè es troba en estat terminal a l'hospital. Mentrestant, Daniela, Babi i la mare d'ambdues acudeixen a una clínica avortista, però en l'últim moment, Daniela es penedeix. Al seu torn, Katina sembla trobar la felicitat de nou al costat de Luque. En l'última escena, Hache i Gin es retroben de nou en el terrat. Gin segueix commocionada pel succeït i no sap molt bé què fer, creient que han d'arreglar junts el desastre, començant per reconstruir el mural, l'al·legoria de la seva relació.

## Repartiment

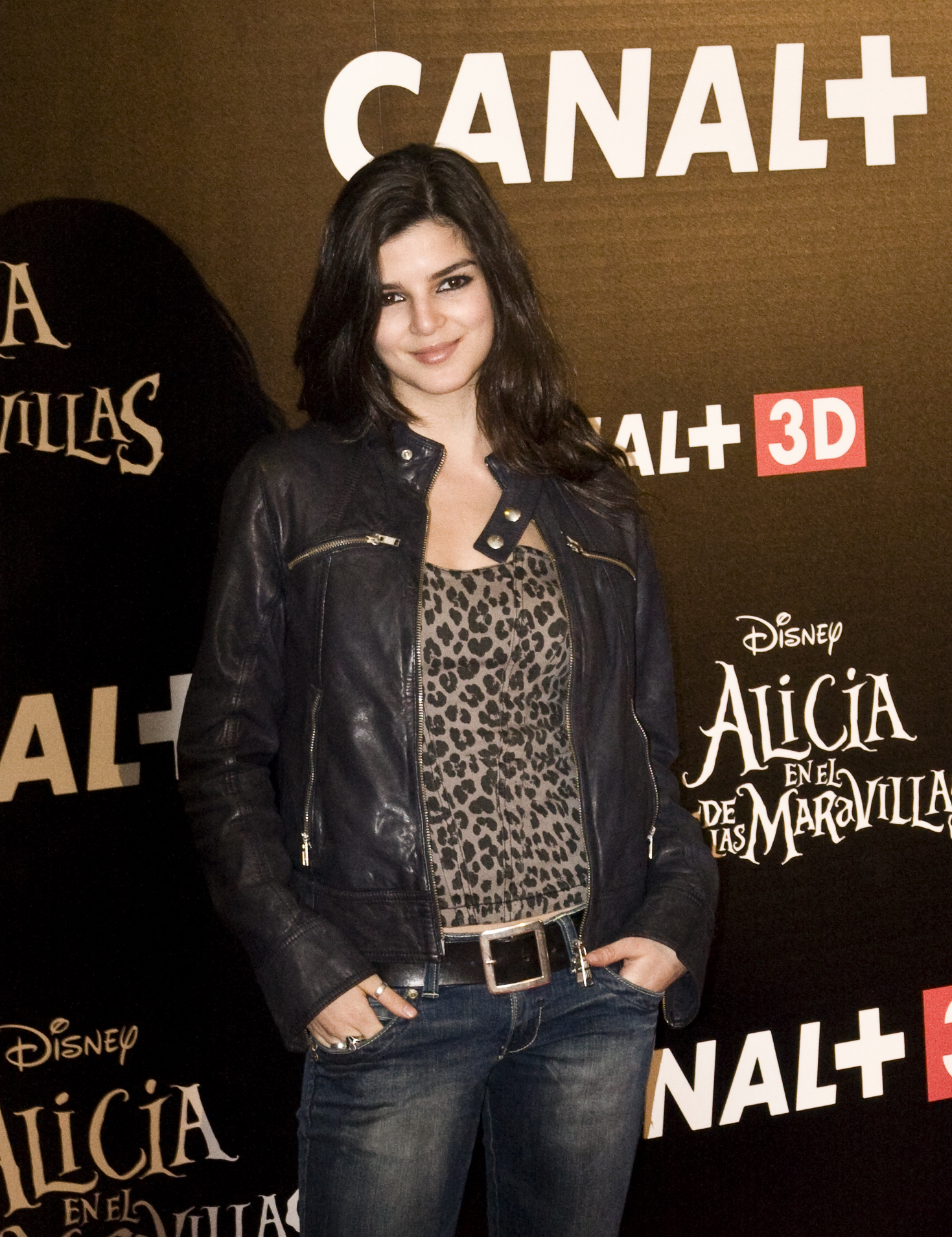
Clara Lago (Ginebra Gin)

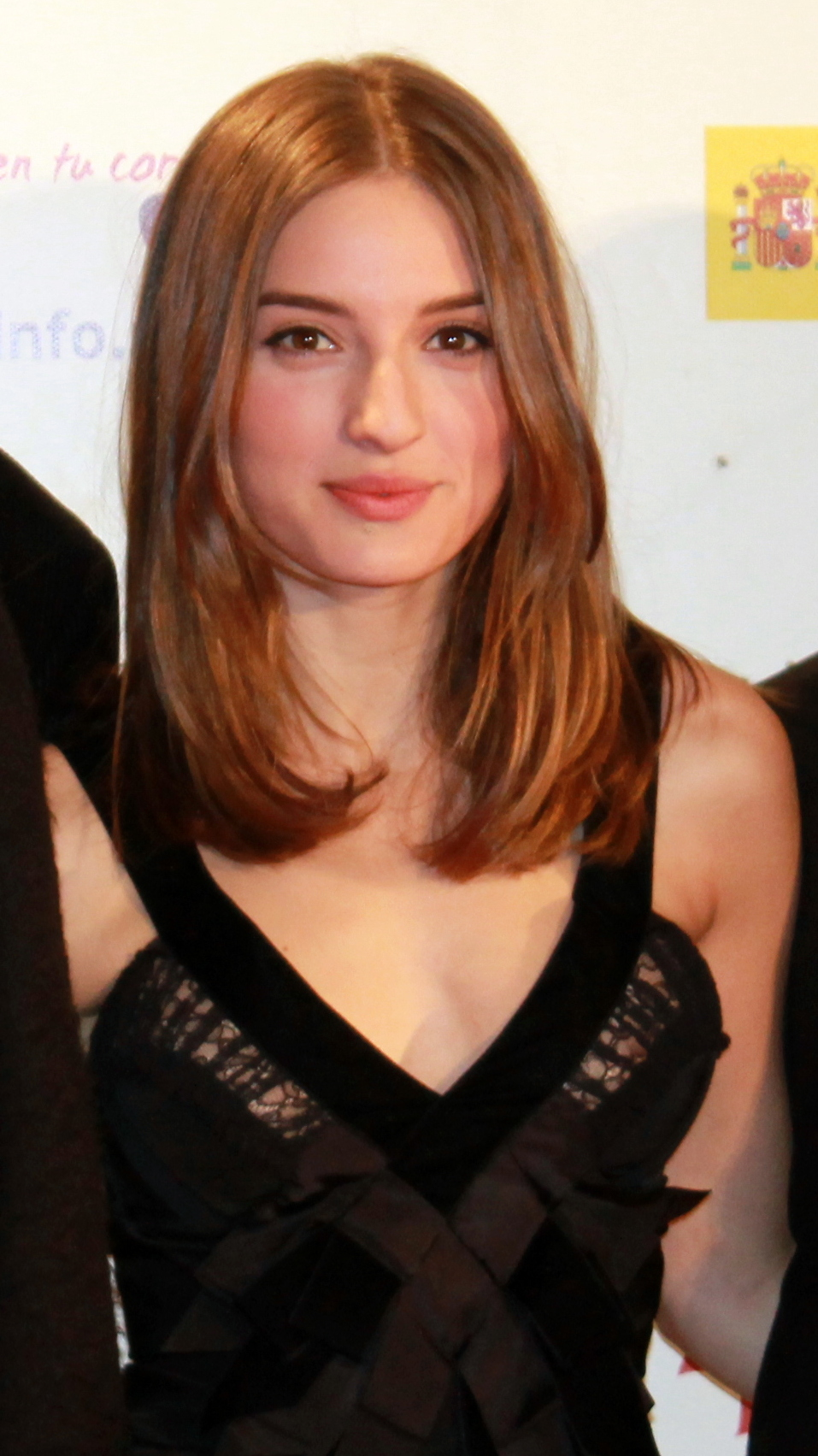
María Valverde (Bárbara Alcázar Babi)

| Actors                  | Personatges                     |
| ----------------------- | ------------------------------- |
| Mario Casas             | Hugo «Hache» Olivera            |
| Clara Lago              | Ginebra «Gin»                   |
| María Valverde          | Bárbara «Babi» Alcázar          |
| Marina Salas            | Katina Herreruela               |
| Nerea Camacho           | Daniela «Dani» Alcázar          |
| Ferran Vilajosana       | Luque                           |
| Carme Elías             | Rebecca Castro (madre de Hache) |
| Diego Martín            | Alejandro «Alex» Olivera        |
| Cristina Plazas         | Rafaela (mare de Babi)          |
| Jordi Bosch             | Claudio Alcázar (pare de Babi)  |
| Antonio Velázquez       | Serpiente                       |
| Lucho Fernández         | Chino                           |
| Álvaro Cervantes        | Pollo (†)                       |
| Joan Crosas             | Alejandro Olivera, pare d'Hugo  |
| Carles Francino Navarro | Vidal (promès de Babi)          |
| Marcel Borràs           | Chico                           |
| Ismael Martínez         | Marcelo Lazcorreta              |
| Víctor Sevilla          | Ventura                         |

## Producció
Fou produïda per Zeta Cinema, Antena 3 Films, Cangrejo Films i Globomedia cine i distribuïda per Warner Bros. Pictures International España. Es va rodar a Barcelona entre el 28 d'octubre i el 30 de desembre.

## Recaptació
El 22 de juny de 2012 es va estrenar la pel·lícula als cinemes espanyols.
En el seu moment d'estrena va recaptar 1.628.000 €, el 72% de la recaptació d'aquell dia, i es va convertir en la fins llavors millor estrena de l'any. En el seu primer cap de setmana es va situar al capdavant de la taquilla espanyola amb 3.197.446 € i 487.515 espectadors. En la seva quarta setmana ja va superar la primera part i en l'octava i última setmana va recaptar un total de 12.100.892 € i va ser vista per 1.939.145 espectadors.
A nivell mundial es va situar en la desena posició de les pel·lícules amb més recaptació a tot el món en el seu primer cap de setmana d'estrena de l'any 2012, amb $ 3.813.618. A Rússia va ser la segona pel·lícula més vista, per darrere del reboot The Amazing Spider-man.

## Nominacions i premis
Fou nominada al Goya al millor guió adaptat i al Gaudí a la millor direcció de producció. En canvi, Clara Lago va guanyar el Premi YoGa a la pitjor actriu.